# Unicodeblock Laotisch
Der Unicodeblock Laotisch (engl. Lao, U+0E80 bis U+0EFF) enthält die laotische Schrift, mit der die Staatssprache von Laos geschrieben wird.

## Tabelle
| Unicodenummer | Zeichen (400 %) | Kategorie                               | Bidirektionale Klasse       | Offizielle Bezeichnung  | Beschreibung                      |
| ------------- | --------------- | --------------------------------------- | --------------------------- | ----------------------- | --------------------------------- |
| U+0E81 (3713) | ກ               | anderer Buchstabe, Silbe oder Ideogramm | links nach rechts           | LAO LETTER KO           | Laotischer Buchstabe Ko           |
| U+0E82 (3714) | ຂ               | anderer Buchstabe, Silbe oder Ideogramm | links nach rechts           | LAO LETTER KHO SUNG     | Laotischer Buchstabe Kho Sung     |
| U+0E84 (3716) | ຄ               | anderer Buchstabe, Silbe oder Ideogramm | links nach rechts           | LAO LETTER KHO TAM      | Laotischer Buchstabe Kho Tam      |
| U+0E86 (3718) | ຆ               | anderer Buchstabe, Silbe oder Ideogramm | links nach rechts           | LAO LETTER PALI GHA     | Laotischer Buchstabe Pali-Gha     |
| U+0E87 (3719) | ງ               | anderer Buchstabe, Silbe oder Ideogramm | links nach rechts           | LAO LETTER NGO          | Laotischer Buchstabe Ngo          |
| U+0E88 (3720) | ຈ               | anderer Buchstabe, Silbe oder Ideogramm | links nach rechts           | LAO LETTER CO           | Laotischer Buchstabe Co           |
| U+0E89 (3721) | ຉ               | anderer Buchstabe, Silbe oder Ideogramm | links nach rechts           | LAO LETTER PALI CHA     | Laotischer Buchstabe Pali-Cha     |
| U+0E8A (3722) | ຊ               | anderer Buchstabe, Silbe oder Ideogramm | links nach rechts           | LAO LETTER SO TAM       | Laotischer Buchstabe So Tam       |
| U+0E8C (3724) | ຌ               | anderer Buchstabe, Silbe oder Ideogramm | links nach rechts           | LAO LETTER PALI JHA     | Laotischer Buchstabe Pali-Jha     |
| U+0E8D (3725) | ຍ               | anderer Buchstabe, Silbe oder Ideogramm | links nach rechts           | LAO LETTER NYO          | Laotischer Buchstabe Nyo          |
| U+0E8E (3726) | ຎ               | anderer Buchstabe, Silbe oder Ideogramm | links nach rechts           | LAO LETTER PALI NYA     | Laotischer Buchstabe Pali-Nya     |
| U+0E8F (3727) | ຏ               | anderer Buchstabe, Silbe oder Ideogramm | links nach rechts           | LAO LETTER PALI TTA     | Laotischer Buchstabe Pali-Tta     |
| U+0E90 (3728) | ຐ               | anderer Buchstabe, Silbe oder Ideogramm | links nach rechts           | LAO LETTER PALI TTHA    | Laotischer Buchstabe Pali-Ttha    |
| U+0E91 (3729) | ຑ               | anderer Buchstabe, Silbe oder Ideogramm | links nach rechts           | LAO LETTER PALI DDA     | Laotischer Buchstabe Pali-Dda     |
| U+0E92 (3730) | ຒ               | anderer Buchstabe, Silbe oder Ideogramm | links nach rechts           | LAO LETTER PALI DDHA    | Laotischer Buchstabe Pali-Ddha    |
| U+0E93 (3731) | ຓ               | anderer Buchstabe, Silbe oder Ideogramm | links nach rechts           | LAO LETTER PALI NNA     | Laotischer Buchstabe Pali-Nna     |
| U+0E94 (3732) | ດ               | anderer Buchstabe, Silbe oder Ideogramm | links nach rechts           | LAO LETTER DO           | Laotischer Buchstabe Do           |
| U+0E95 (3733) | ຕ               | anderer Buchstabe, Silbe oder Ideogramm | links nach rechts           | LAO LETTER TO           | Laotischer Buchstabe To           |
| U+0E96 (3734) | ຖ               | anderer Buchstabe, Silbe oder Ideogramm | links nach rechts           | LAO LETTER THO SUNG     | Laotischer Buchstabe Tho Sung     |
| U+0E97 (3735) | ທ               | anderer Buchstabe, Silbe oder Ideogramm | links nach rechts           | LAO LETTER THO TAM      | Laotischer Buchstabe Tho Tam      |
| U+0E98 (3735) | ຘ               | anderer Buchstabe, Silbe oder Ideogramm | links nach rechts           | LAO LETTER PALI DHA     | Laotischer Buchstabe Pali-Dha     |
| U+0E99 (3737) | ນ               | anderer Buchstabe, Silbe oder Ideogramm | links nach rechts           | LAO LETTER NO           | Laotischer Buchstabe No           |
| U+0E9A (3738) | ບ               | anderer Buchstabe, Silbe oder Ideogramm | links nach rechts           | LAO LETTER BO           | Laotischer Buchstabe Bo           |
| U+0E9B (3739) | ປ               | anderer Buchstabe, Silbe oder Ideogramm | links nach rechts           | LAO LETTER PO           | Laotischer Buchstabe Po           |
| U+0E9C (3740) | ຜ               | anderer Buchstabe, Silbe oder Ideogramm | links nach rechts           | LAO LETTER PHO SUNG     | Laotischer Buchstabe Pho Sung     |
| U+0E9D (3741) | ຝ               | anderer Buchstabe, Silbe oder Ideogramm | links nach rechts           | LAO LETTER FO TAM       | Laotischer Buchstabe Fo Tam       |
| U+0E9E (3742) | ພ               | anderer Buchstabe, Silbe oder Ideogramm | links nach rechts           | LAO LETTER PHO TAM      | Laotischer Buchstabe Pho Tam      |
| U+0E9F (3743) | ຟ               | anderer Buchstabe, Silbe oder Ideogramm | links nach rechts           | LAO LETTER FO SUNG      | Laotischer Buchstabe Fo Sung      |
| U+0EA0 (3744) | ຠ               | anderer Buchstabe, Silbe oder Ideogramm | links nach rechts           | LAO LETTER PALI BHA     | Laotischer Buchstabe Pali-Bha     |
| U+0EA1 (3745) | ມ               | anderer Buchstabe, Silbe oder Ideogramm | links nach rechts           | LAO LETTER MO           | Laotischer Buchstabe Mo           |
| U+0EA2 (3746) | ຢ               | anderer Buchstabe, Silbe oder Ideogramm | links nach rechts           | LAO LETTER YO           | Laotischer Buchstabe Yo           |
| U+0EA3 (3747) | ຣ               | anderer Buchstabe, Silbe oder Ideogramm | links nach rechts           | LAO LETTER LO LING      | Laotischer Buchstabe Lo Ling      |
| U+0EA5 (3749) | ລ               | anderer Buchstabe, Silbe oder Ideogramm | links nach rechts           | LAO LETTER LO LOOT      | Laotischer Buchstabe Lo Loot      |
| U+0EA7 (3751) | ວ               | anderer Buchstabe, Silbe oder Ideogramm | links nach rechts           | LAO LETTER WO           | Laotischer Buchstabe Wo           |
| U+0EA8 (3752) | ຨ               | anderer Buchstabe, Silbe oder Ideogramm | links nach rechts           | LAO LETTER SANSKRIT SHA | Laotischer Buchstabe Sanskrit-Sha |
| U+0EA9 (3753) | ຩ               | anderer Buchstabe, Silbe oder Ideogramm | links nach rechts           | LAO LETTER SANSKRIT SSA | Laotischer Buchstabe Sanskrit-Ssa |
| U+0EAA (3754) | ສ               | anderer Buchstabe, Silbe oder Ideogramm | links nach rechts           | LAO LETTER SO SUNG      | Laotischer Buchstabe So Sung      |
| U+0EAB (3755) | ຫ               | anderer Buchstabe, Silbe oder Ideogramm | links nach rechts           | LAO LETTER HO SUNG      | Laotischer Buchstabe Ho Sung      |
| U+0EAC (3756) | ຬ               | anderer Buchstabe, Silbe oder Ideogramm | links nach rechts           | LAO LETTER PALI LLA     | Laotischer Buchstabe Pali-Lla     |
| U+0EAD (3757) | ອ               | anderer Buchstabe, Silbe oder Ideogramm | links nach rechts           | LAO LETTER O            | Laotischer Buchstabe O            |
| U+0EAE (3758) | ຮ               | anderer Buchstabe, Silbe oder Ideogramm | links nach rechts           | LAO LETTER HO TAM       | Laotischer Buchstabe Ho Tam       |
| U+0EAF (3759) | ຯ               | anderer Buchstabe, Silbe oder Ideogramm | links nach rechts           | LAO ELLIPSIS            | Laotische Ellipse                 |
| U+0EB0 (3760) | ະ               | anderer Buchstabe, Silbe oder Ideogramm | links nach rechts           | LAO VOWEL SIGN A        | Laotisches Vokalzeichen A         |
| U+0EB1 (3761) | ັ                | Markierung ohne Extrabreite             | Markierung ohne Extrabreite | LAO VOWEL SIGN MAI KAN  | Laotisches Vokalzeichen Mai Kan   |
| U+0EB2 (3762) | າ               | anderer Buchstabe, Silbe oder Ideogramm | links nach rechts           | LAO VOWEL SIGN AA       | Laotisches Vokalzeichen Aa        |
| U+0EB3 (3763) | ຳ               | anderer Buchstabe, Silbe oder Ideogramm | links nach rechts           | LAO VOWEL SIGN AM       | Laotisches Vokalzeichen Am        |
| U+0EB4 (3764) | ິ                | Markierung ohne Extrabreite             | Markierung ohne Extrabreite | LAO VOWEL SIGN I        | Laotisches Vokalzeichen I         |
| U+0EB5 (3765) | ີ                | Markierung ohne Extrabreite             | Markierung ohne Extrabreite | LAO VOWEL SIGN II       | Laotisches Vokalzeichen Ii        |
| U+0EB6 (3766) | ຶ                | Markierung ohne Extrabreite             | Markierung ohne Extrabreite | LAO VOWEL SIGN Y        | Laotisches Vokalzeichen Y         |
| U+0EB7 (3767) | ື                | Markierung ohne Extrabreite             | Markierung ohne Extrabreite | LAO VOWEL SIGN YY       | Laotisches Vokalzeichen Yy        |
| U+0EB8 (3768) | ຸ                | Markierung ohne Extrabreite             | Markierung ohne Extrabreite | LAO VOWEL SIGN U        | Laotisches Vokalzeichen U         |
| U+0EB9 (3769) | ູ                | Markierung ohne Extrabreite             | Markierung ohne Extrabreite | LAO VOWEL SIGN UU       | Laotisches Vokalzeichen Uu        |
| U+0EBA (3770) | ຺                | Markierung ohne Extrabreite             | Markierung ohne Extrabreite | LAO SIGN PALI VIRAMA    | Laotisches Zeichen Pali-Virama    |
| U+0EBB (3771) | ົ                | Markierung ohne Extrabreite             | Markierung ohne Extrabreite | LAO VOWEL SIGN MAI KON  | Laotisches Vokalzeichen Mai Kon   |
| U+0EBC (3772) | ຼ                | Markierung ohne Extrabreite             | Markierung ohne Extrabreite | LAO SEMIVOWEL SIGN LO   | Laotisches Halbvokalzeichen Lo    |
| U+0EBD (3773) | ຽ               | anderer Buchstabe, Silbe oder Ideogramm | links nach rechts           | LAO SEMIVOWEL SIGN NYO  | Laotisches Halbvokalzeichen Nyo   |
| U+0EC0 (3776) | ເ               | anderer Buchstabe, Silbe oder Ideogramm | links nach rechts           | LAO VOWEL SIGN E        | Laotisches Vokalzeichen E         |
| U+0EC1 (3777) | ແ               | anderer Buchstabe, Silbe oder Ideogramm | links nach rechts           | LAO VOWEL SIGN EI       | Laotisches Vokalzeichen Ei        |
| U+0EC2 (3778) | ໂ               | anderer Buchstabe, Silbe oder Ideogramm | links nach rechts           | LAO VOWEL SIGN O        | Laotisches Vokalzeichen O         |
| U+0EC3 (3779) | ໃ               | anderer Buchstabe, Silbe oder Ideogramm | links nach rechts           | LAO VOWEL SIGN AY       | Laotisches Vokalzeichen Ay        |
| U+0EC4 (3780) | ໄ               | anderer Buchstabe, Silbe oder Ideogramm | links nach rechts           | LAO VOWEL SIGN AI       | Laotisches Vokalzeichen Ai        |
| U+0EC6 (3782) | ໆ               | modifizierender Buchstabe               | links nach rechts           | LAO KO LA               | Laotisches Ko La                  |
| U+0EC8 (3784) | ່                | Markierung ohne Extrabreite             | Markierung ohne Extrabreite | LAO TONE MAI EK         | Laotisches Tonzeichen Mai Ek      |
| U+0EC9 (3785) | ້                | Markierung ohne Extrabreite             | Markierung ohne Extrabreite | LAO TONE MAI THO        | Laotisches Tonzeichen Mai Tho     |
| U+0ECA (3786) | ໊                | Markierung ohne Extrabreite             | Markierung ohne Extrabreite | LAO TONE MAI TI         | Laotisches Tonzeichen Mai Ti      |
| U+0ECB (3787) | ໋                | Markierung ohne Extrabreite             | Markierung ohne Extrabreite | LAO TONE MAI CATAWA     | Laotisches Tonzeichen Mai Catawa  |
| U+0ECC (3788) | ໌                | Markierung ohne Extrabreite             | Markierung ohne Extrabreite | LAO CANCELLATION MARK   | Laotisches Abbruchzeichen         |
| U+0ECD (3789) | ໍ                | Markierung ohne Extrabreite             | Markierung ohne Extrabreite | LAO NIGGAHITA           | Laotisches Niggahita              |
| U+0ED0 (3792) | ໐               | Dezimalziffer                           | links nach rechts           | LAO DIGIT ZERO          | Laotische Ziffer Null             |
| U+0ED1 (3793) | ໑               | Dezimalziffer                           | links nach rechts           | LAO DIGIT ONE           | Laotische Ziffer Eins             |
| U+0ED2 (3794) | ໒               | Dezimalziffer                           | links nach rechts           | LAO DIGIT TWO           | Laotische Ziffer Zwei             |
| U+0ED3 (3795) | ໓               | Dezimalziffer                           | links nach rechts           | LAO DIGIT THREE         | Laotische Ziffer Drei             |
| U+0ED4 (3796) | ໔               | Dezimalziffer                           | links nach rechts           | LAO DIGIT FOUR          | Laotische Ziffer Vier             |
| U+0ED5 (3797) | ໕               | Dezimalziffer                           | links nach rechts           | LAO DIGIT FIVE          | Laotische Ziffer Fünf             |
| U+0ED6 (3798) | ໖               | Dezimalziffer                           | links nach rechts           | LAO DIGIT SIX           | Laotische Ziffer Sechs            |
| U+0ED7 (3799) | ໗               | Dezimalziffer                           | links nach rechts           | LAO DIGIT SEVEN         | Laotische Ziffer Sieben           |
| U+0ED8 (3800) | ໘               | Dezimalziffer                           | links nach rechts           | LAO DIGIT EIGHT         | Laotische Ziffer Acht             |
| U+0ED9 (3801) | ໙               | Dezimalziffer                           | links nach rechts           | LAO DIGIT NINE          | Laotische Ziffer Neun             |
| U+0EDC (3804) | ໜ               | anderer Buchstabe, Silbe oder Ideogramm | links nach rechts           | LAO HO NO               | Laotisches Ho No                  |
| U+0EDD (3805) | ໝ               | anderer Buchstabe, Silbe oder Ideogramm | links nach rechts           | LAO HO MO               | Laotisches Ho Mo                  |
| U+0EDE (3806) | ໞ               | anderer Buchstabe, Silbe oder Ideogramm | links nach rechts           | LAO LETTER KHMU GO      | Laotischer Buchstabe Khmu-Go      |
| U+0EDF (3807) | ໟ               | anderer Buchstabe, Silbe oder Ideogramm | links nach rechts           | LAO LETTER KHMU NYO     | Laotischer Buchstabe Khmu-Nyo     |

Anmerkungen
1. 1 2  Fo Tam und Fo Sung wurden miteinander verwechselt (siehe Unicode Technical Note #27). Da einmal vergebene Bezeichner aus Stabilitätsgründen nachträglich vom Unicode-Konsortium nicht mehr geändert werden, wurde er beibehalten.
2. 1 2  Lo Ling und Lo Loot wurden miteinander verwechselt (siehe Unicode Technical Note #27). Da einmal vergebene Bezeichner aus Stabilitätsgründen nachträglich vom Unicode-Konsortium nicht mehr geändert werden, wurde er beibehalten.